# Auberives-sur-Varèze
Auberives-sur-Varèze ist eine französische Gemeinde mit 1.465 Einwohnern (Stand: 1. Januar 2022) im Département Isère in der Region Auvergne-Rhône-Alpes; sie gehört zum Arrondissement Vienne und zum Kanton Vienne-2 (bis 2015: Kanton Roussillon). Die Einwohner werden Auberivois genannt.

## Geografie
Auberives-sur-Varèze liegt etwa 12 Kilometer südsüdwestlich von Vienne. Durch die Gemeinde fließt die Varèze, in die hier der Bach Suzon einmündet. Umgeben wird Auberives-sur-Varèze von den Nachbargemeinden Saint-Prim im Norden und Nordwesten, Cheyssieu im Osten, Assieu im Südosten, Roussillon im Süden sowie Clonas-sur-Varèze im Westen.
Durch die Gemeinde führen die Autoroute A7 und die Route nationale 7.

## Bevölkerungsentwicklung
| Jahr                       | 1962 | 1968 | 1975 | 1982 | 1990 | 1999 | 2006 | 2017 |
| -------------------------- | ---- | ---- | ---- | ---- | ---- | ---- | ---- | ---- |
| Einwohner                  | 498  | 548  | 651  | 710  | 896  | 1159 | 1350 | 1484 |
| Quellen: Cassini und INSEE |      |      |      |      |      |      |      |      |

## Sehenswürdigkeiten
- Kirche Saint-Roch aus dem 19. Jahrhundert